# Liste des ravageurs de la vigne

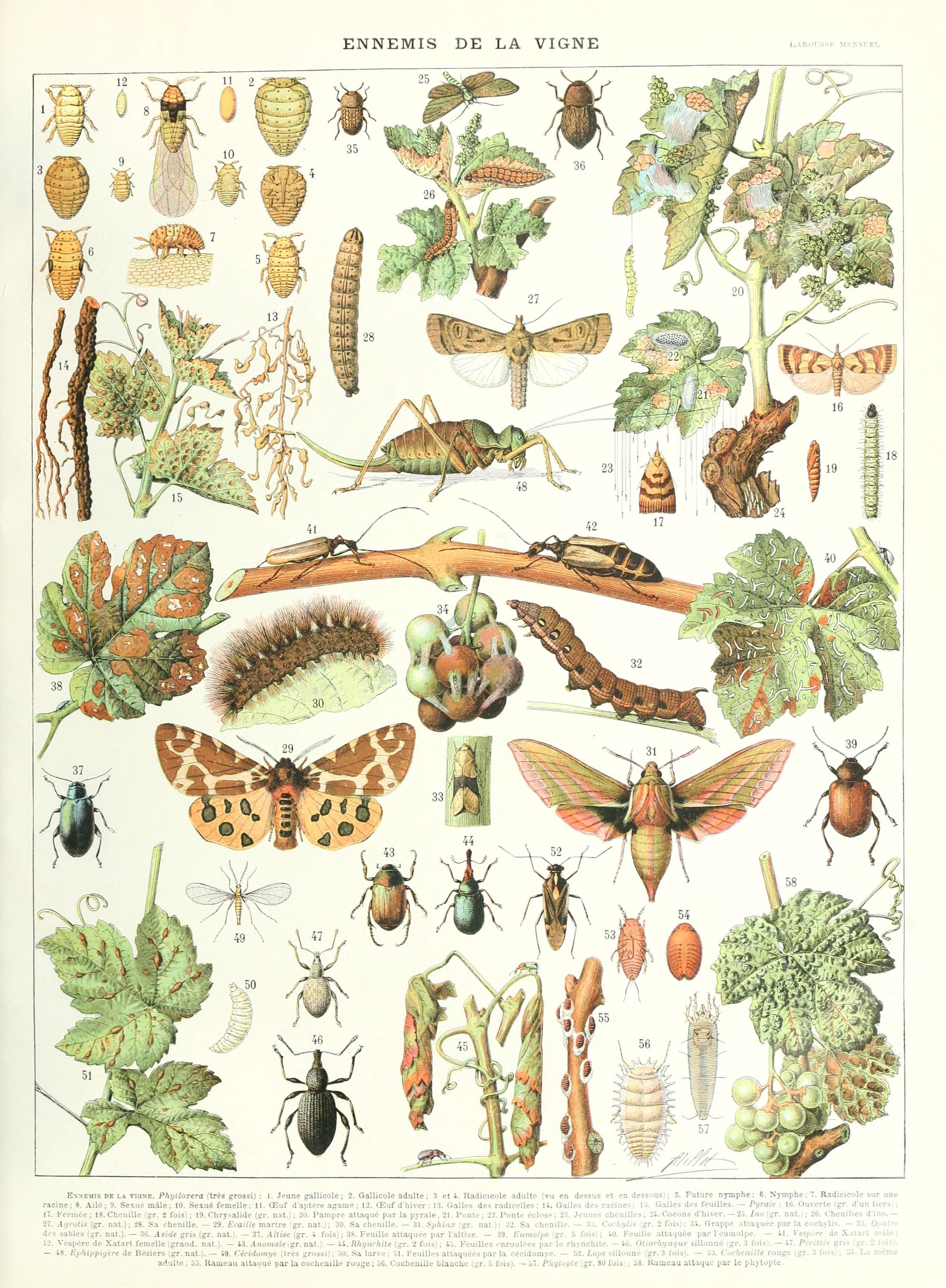
Ennemis de la vigne - Planche du Larousse mensuel illustré(1907-1920).

Les ravageurs de la vigne sont principalement des insectes et des acariens. Le plus célèbre est probablement le phylloxéra. Ils causent le plus souvent des dégâts directs mais certains d'entre eux sont aussi les vecteurs de maladies virales ou bactériennes.

## Arachnides
- Eotetranychus carpini (tétranyque de la vigne et du charme)
- Eriophyes vitis (acarien responsable de l'érinose de la vigne)
- Brevipalpus lewisi (acarien jaune de la gale de la vigne)
- Panonychus ulmi (acarien rouge des arbres fruitiers et de la vigne)
- Calepitrimerus vitis (phytopte de l'acariose de la vigne, court-noué, trimère de la vigne)
- Phyllocoptes vitis ( acarien de la vigne, court-noué)

## Insectes

### Diptères
- Contarinia viticola (cécidomyie de la vigne, cécidomyie de la grappe)
- Contarinia johnsoni  (cécidomyie de la vigne)
- Janetiella oenophila (cécidomyie des feuilles de vigne)
- Kiefferia viticola (cécidomyie de la vigne)
- Zaprionus tuberculatus

### Coléoptères
- Acrothinium gaschkevitchi (chrysomèle de la vigne)
- Agrilus derasofasciatus (agrile de la vigne, bupreste de la vigne)
- Altica lythri (altise de la vigne)
- Altica chalybea (altise de la vigne)
- Altica ampelophaga (altise de la vigne)
- Anomala vitis (anomala de la vigne, hanneton bronzé de la vigne)
- Bromius obscurus (eumolpe, gribouri, écrivain)
- Byctiscus betulae (cigarier de la vigne, urbec de la vigne)
- Craponius inaequalis (charançon de la vigne)
- Opatrum sabulosum (opâtre des sables)
- Otiorhynchus sulcatus (charançon noir de la vigne, otiorrhynque sillonné)
- Otiorhynchus singularis (otiorhynque de la vigne)
- Peritelus sphaeroides (péritèle gris)
- Sinoxylon sexdentatum (apate de la vigne, grand rongeur de la vigne)
- Vesperus luridus (vespère des vignes)
- Vesperus xatarti  (vespère de la vigne, mange-maillols)
- Xylotrechus pyrrhoderus (perceur de la vigne)

### Hémiptères
- Aleurolobus taonabae (aleurode de la vigne)
- Aphis illinoisensis (puceron des vignobles)
- Capsodes sulcatus (Grisette de la vigne)
- Daktulosphaira vitifoliae (phylloxéra)
- Erythroneura comes (cicadelle de la vigne)
- Empoasca vitis (cicadelle des grillures de la vigne)
- Heliococcus bohemicus (cochenille farineuse de la vigne)
- Jacobiasca lybica (cicadelle africaine de la vigne)
- Margarodes vitis (cochenille de la vigne)
- Neopulvinaria imeretina (cochenille rouge de la vigne)
- Pseudococcus maritimus (cochenille de la vigne)
- Pulvinaria betulae (cochenille du Chili, cochenille des vignes)
- Pulvinaria vitis (cochenille floconneuse de la vigne, pulvinaire de la vigne)
- Planococcus ficus (cochenille farineuse de la vigne)
- Phenacoccus hystrix (cochenille grise de la vigne)
- Scaphoideus titanus (cicadelle de la vigne)

### Lépidoptères
- Argyrotaenia ljungiana (petite tordeuse de la grappe, eulia)
- Celerio lineata (sphinx commun de la vigne)
- Clepsis spectrana (tordeuse de la vigne)
- Cryptoblabes gnidiella (pyrale des agrumes ou pyrale du daphné)
- Deilephila elpenor (grand sphinx de la vigne)
- Deilephila porcellus (petit sphinx de la vigne ou petit pourceau)
- Desmia funeralis (plieuse de la vigne)
- Eupoecilia ambiguella (cochylis de la vigne, teigne de la vigne)
- Hyles lineata (sphinx orangé)
- Illiberis tenuis (zygène de la vigne)
- Lobesia botrana (eudémis de la vigne)
- Lygris diversilineata (arpenteuse de la vigne)
- Peribatodes rhomboidaria (boarmie des bourgeons)
- Phalaenoides glycine (phalène de la vigne)
- Phyllocnistis vitegenella (mineuse américaine de la vigne)
- Paralobesia viteana (tordeuse de la vigne)
- Paranthrene regalis (sésie de la vigne)
- Platyptilia ignifera (grand ptérophore de la vigne)
- Sparganothis pilleriana (pyrale de la vigne ou tordeuse printanière de la vigne, ver de la vigne)
- Stenoptilia vitis (ptérophore de la vigne)

### Thysanoptères
- Drepanothrips reuteri (thrips de la vigne)